# 𡓁𤈜大桥
𡓁𤈜大桥（越南语：／），又译作白斋大桥和拜寨大橋，是越南國道18號上的一座斜拉桥，位于越南广宁省，连接下龙市和𡓁𤈜坊（漢語音譯為「拜寨」或「白斋」），跨越陆门湾和下龙湾之间的陆门海峡。大桥是利用日本政府开发援助特别贷款建设的 。
大桥为双边跨斜拉桥，预应力钢筋混凝土箱梁的跨度曾为世界同类型桥梁之最 。桥塔建于巨型气压沉箱系统之上，这是越南首次应用现代化建筑科技兴建桥梁。大桥采用平衡悬臂法施工，在海平面以上50米的高度，大桥箱梁向中心和陆地端两边同步修建，直到两端合龙，这种施工工艺确保了施工期间该水域的正常通航。
大桥于2006年12月2日建成通车，它的投入使用解决了广宁省居民及越南国内外游客的出行需要，也结束了𡓁𤈜轮渡数十年的运行历史。

## 背景
长期以来，下龙市鸿基与𡓁𤈜之间的交通只能依靠渡轮，而且在早晚高峰时经常人车混杂，拥挤不堪。以日本企业清水建设和三井住友建设为主体的项目联合体承建了这座大型斜拉桥 。
该桥是越南第一座单索面预应力混凝土斜拉桥，也是当时世界上同类型斜拉桥中主跨最长的一座，获得了日本的土木学会田中奖 。

## 技术指标
- 𡓁𤈜大桥是越南第一座中央索面斜拉桥，建成时曾创造了主跨最长中央索面斜拉桥的世界纪录。
- 工程起点位于18号公路113公里+400米处，终点位于下龙市的泾廉（Kênh Liêm）路口。
- 总长度：1,106（3,629英尺）
- 宽度：25.3（83英尺）（四车道及两条人行道）
- 桥跨数：五跨，主跨435（1,427英尺）
- 通航净宽：150（490英尺）
- 荷载：A类（日本标准）
- 造价：约10,460亿越南盾，工期40个月，至2006年11月30日完工。
- 业主：越南交通运输部（英语：Ministry of Transport (Vietnam)），代表业主：18号项目管理委员会（英语：PMU 18）
- 设计咨询及监理：日本桥梁结构研究所
- 施工单位：清水建设、住友、三井

## 图集

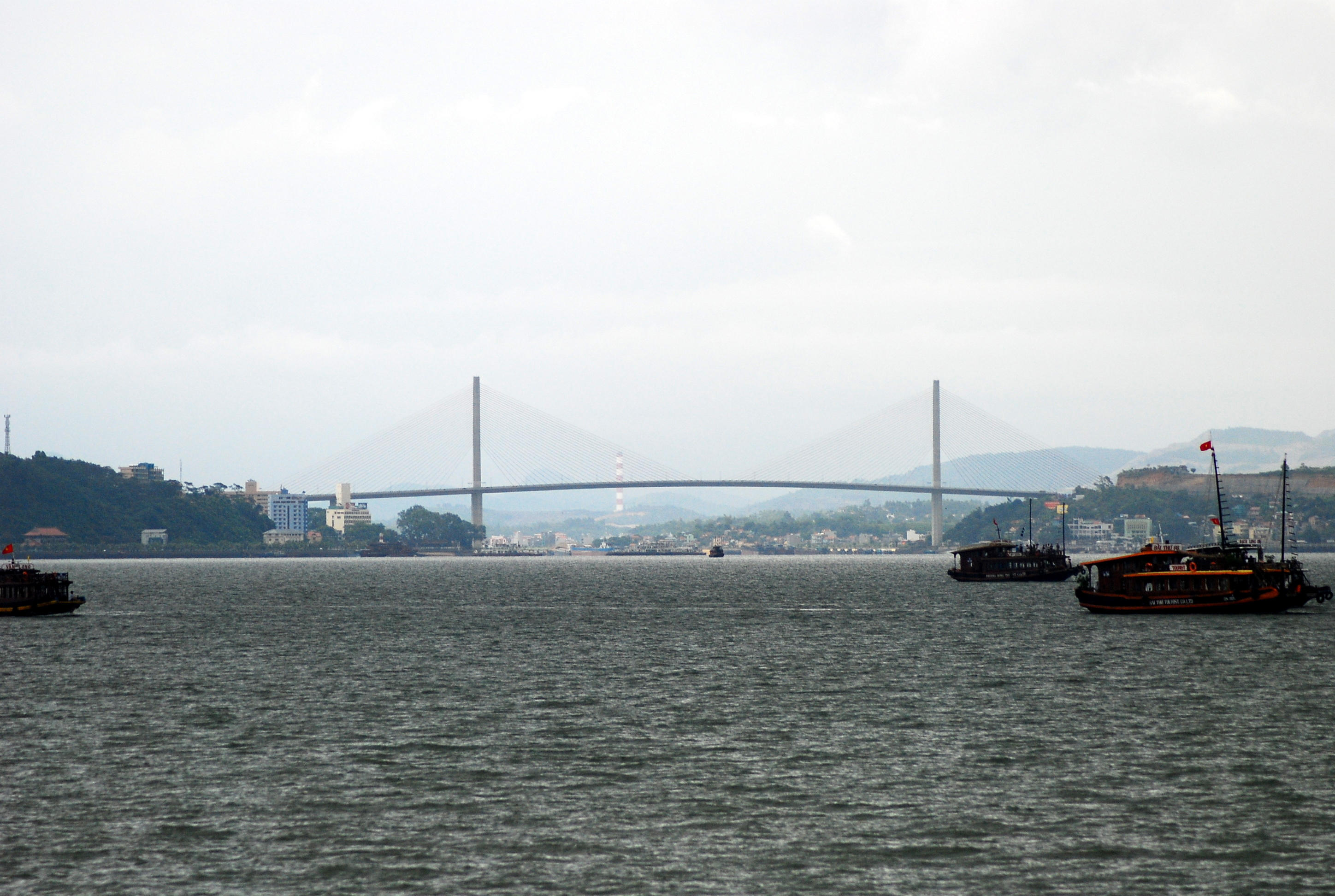
𡓁𤈜大桥远眺
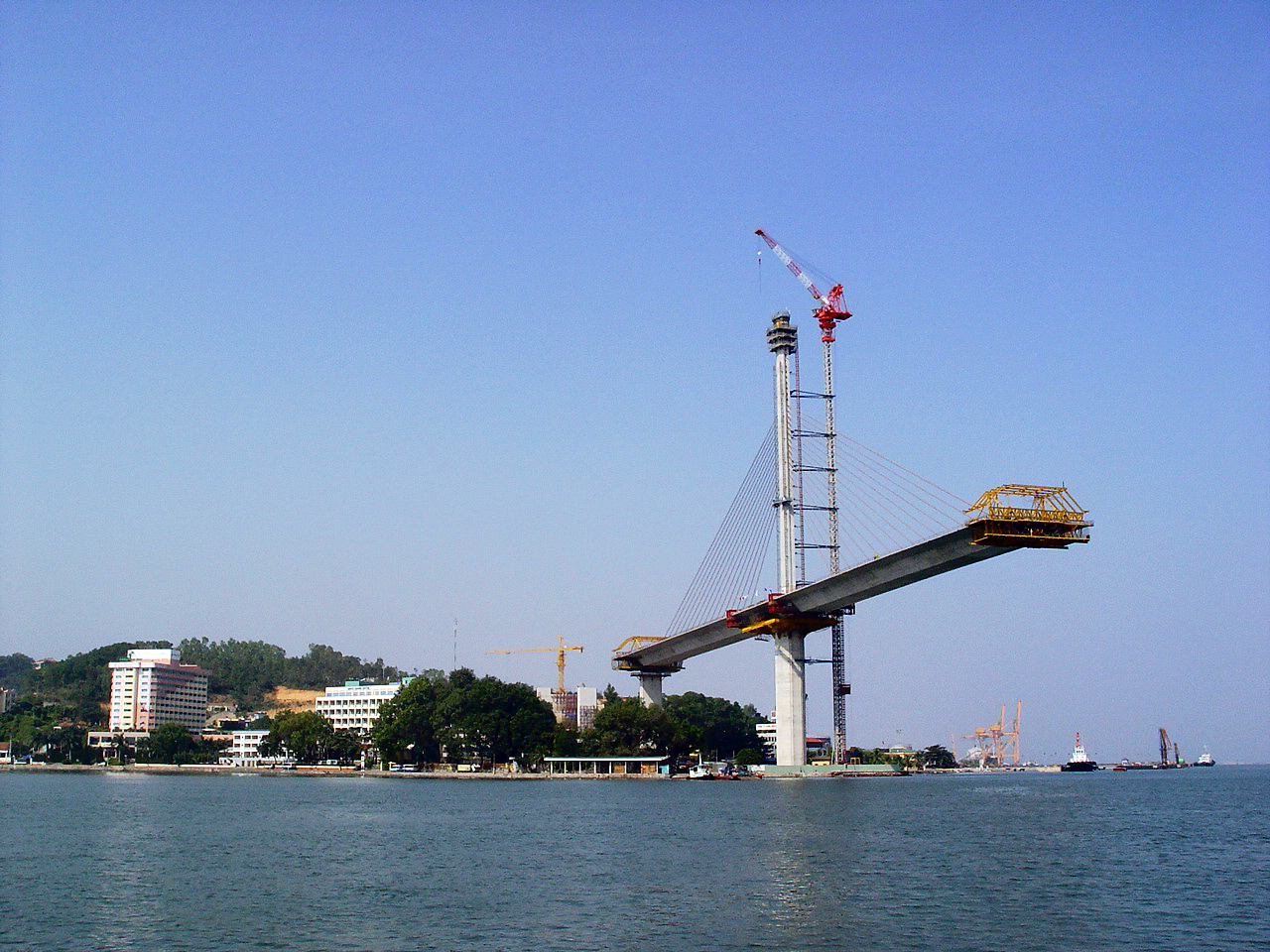
建设中的𡓁𤈜大桥
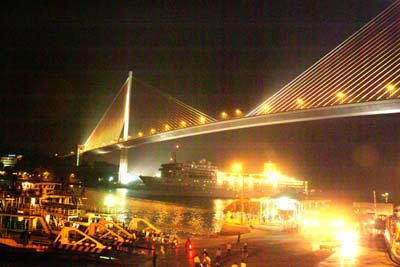
𡓁𤈜大桥夜景
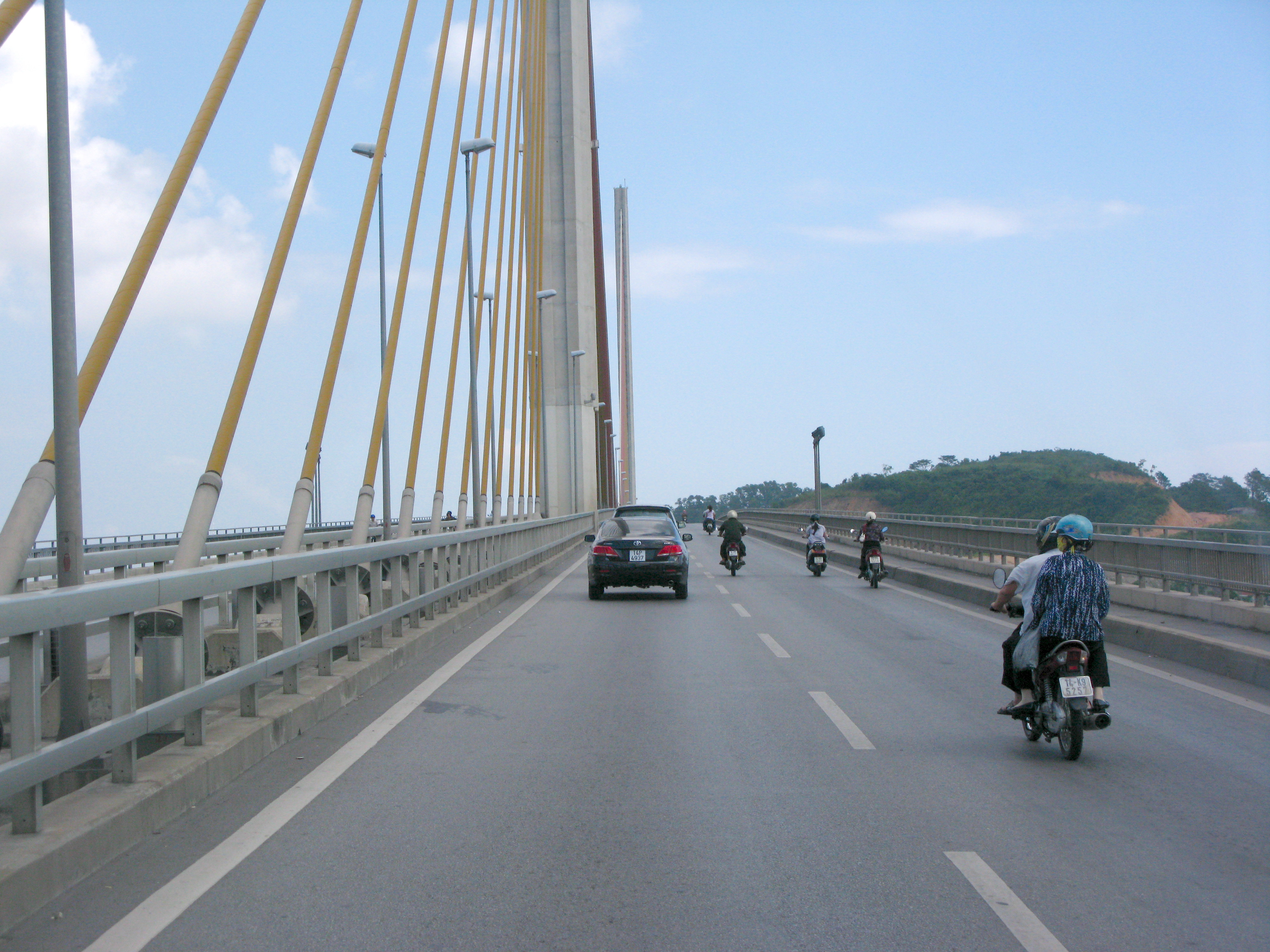
桥面